# Escapee
Escapee é um filme de suspense/mistério produzido nos Estados Unidos, dirigido por Campion Murphy em 2011, com atuações de Dominic Purcell, Christine Evangelista e Melissa Ordway
Foi lançado diretamente em DVD/blu-ray nos Estados Unidos em 16 de abril de 2013.